# عملية التحسين المستمر

كتابة كايزن باليابانية

عملية التحسين المستمر أو كايزن (باليابانية 改善) كلمة مركبة من جزئين وتعني «التغيير للأفضل»، هي وسيلة لتحقيق التحسين المستمر وفلسفة إبتكرها تاييشي أوهونو (Taiichi Ohno) لقيادة المؤسسات الصناعية والمؤسسات المالية، وأيضاً إماكنية تطبيقها في كل نواحي الحياة، معتمدة على التحليل والعملية. في ميدان الأعمال والصناعات في العادة تشير كلمة الـ كايزن إلى النشاطات التي تؤدي باستمرار إلى تحسين جميع مناحي العمل، كالصناعة والتسيير الإداري محسنة النشاطات الموحدة وطرق العمل. تعمل فلسفة الـ كايزن بالأساس على الحيلولة دون وجود الهدر في الجهد والطاقة والوقت. تم تطبيق النظرية في عدة ميادين خلال إعادة إصلاح اليابان بعد الحرب العالمية الثانية ومنذ ذلك الحين انتشرت في ميادين الأعمال في كل أنحاء العالم.

## نشأة الفلسفة
يتحدد مفهوم كايزن لدى اليابانيين بأفكار مبسطة جداً تقوم على التحسين المستمر بإحداث تغيير بطيء في العمل ولكنه يجب أن يكون مستمراً، أي عمل شيء قليل بطريقة أفضل كل يوم، بمحاولة جعل العمل اليومي أكثر تبسيطاً بدراسته ومن ثم القيام بالتحسين من خلال التخلص من الهدر، ويمكن استعمال هذا المبدأ في تطوير الذات بنجاح كبير، وذلك بالقيام بعمل تحسين صغير أو تطوير بسيط في أحد جوانب الحياة والاستمرار عليه لفترة، وبعدها بالقيام بتعديل آخر بسيط والاستمرار عليه لفترة. وهذا أسهل بكثير من محاولة القيام بتعديل كبير وجذري فجأة في حياة الشخص.
دخلت النظرية والفلسفة في كل مناحي الحياة اليابانية، ليصبح الإبداع والتنظيم جزءً أساسياً في التربية والتعليم والتطبيق لديهم. فالهدف من الفلسفة تركيز الفرد في مرحلة التحسين والتطوير الدائم سواءً أكان هذا التحسين في نفسه، عبادته، عمله، سلوكه، أخلاقه، نمط ثقافته، نظرته للحياة، وطريقة تعامله مع الآخرين. ابتكر فلسفة الـ كايزن الياباني تاييشي أهونو وكان الهدف منه تطوير قيادة المؤسسات الصناعية والاقتصادية حيث كان المجال الأساسي لتطبيق الفلسفة أماكن العمل والشركات، لكنه سرعان ما تم تطوير الفلسفة ليشمل تطبيقها جميع جوانب الحياة وما ساهم في انتشار الفلسفة في العالم هو كتاب تم اصداره العام 1985.

## أساس الفلسفة
كل عمل ينفذ يمكن تحسينه وكل عملية تتم حالياً لابد وأنها تحتوى على أي هدر من أي نوع سواء مادي أو معنوي أو فكري ... إلخ والتقليل من هذا الهدر ينتج قيمة مضافة للعملية والعميل المستفيد من نتائجها، ففكرة الـ كايزن تعد فكرة للتخلص من الهدر (waste) في العمليات وهي المحور الرئيسي للتغيير من خلال الكايزن.

## معنى الكلمة
هي تتكون من كلمتين يابانيتين :
- كاي "Kai" وتعني التغيير
- زن "zen" وتعني للأفضل

وتترجم إجمالاً: Kizen إلى Continual Improvment أي التحسين المستمر

## المميزات
يعتبر الكايزن عملية تحسين دائمة تتميز بـ :
- التأثير الواضح (Significant)
- تركز على الأماكن الأهم استراتيجياً (Strategically important areas)
- تحقق نتائج سريعة (Speedily Achieved)
- المحافظة على استمرارتها (Sustainable)

## التطبيق النظري
من أفضل الطرق في تطبيق الكايزين هي رباعية ديمنج أو (PDCA) التي تتضمن كل من:
- التخطيط (تعريف المشكلة أو موضوع التغيير)
- الأداء (إيجاد الحل للمشكلة)
- التدقيق (اختبار جدوى الحل)
- التطبيق (تطبيق الحل بعد دراسة جدواه).

## التطبيق العملي
كي تحقق الكايزن عليك أن تتبع الاستراتيجيات التالية :
- طرح أسئلة صغيرة لتبديد الخوف واستلهام الإبداع.
- التدبر في أفكار صغيرة لاكتساب عادات ومهارات جديدة.
- اتخاذ تحركات وأفعال صغيرة من شأنها أن تضمن النجاح.
- حل المشكلات الصغيرة حتى عند مواجهة أزمة مؤلمة كي لا تضطر إلى حل مشكلات أكبر.
- منح المكافآت الصغيرة لنفسك وللآخرين لإحراز أفضل النتائج.
- إدراك اللحظات الصغيرة الحاسمة المؤثرة التي يتجاهلها الآخرين.

## اقتباسات
كتب الكاتب الياباني ماساكي إيماي كتابً أسماه جمبا كايزن وجمبا تعني باليابانية الموقع الفعلي، ويمكن ترجمة الكلمتين إلى الإدارة من موقع الأحداث يقول ماساكي في كتابه:

## اقرأ أيضاً
- كايزن في اطروحات أحمد الشقيري.
- نظرية الحيود السداسي (ستة سيغما).
- تصنيع رشيق.
- حيود سداسية رشيقة.
- كايزن.

## وصلات خارجية
- معهد كايزن